# Grupa Amaltei
Grupa Amaltei – grupa wewnętrznych, regularnych księżyców Jowisza, poruszających się ruchem prostym (zgodnie z kierunkiem obrotu planety) po prawie kołowych orbitach o niewielkim nachyleniu.

## Charakterystyka grupy

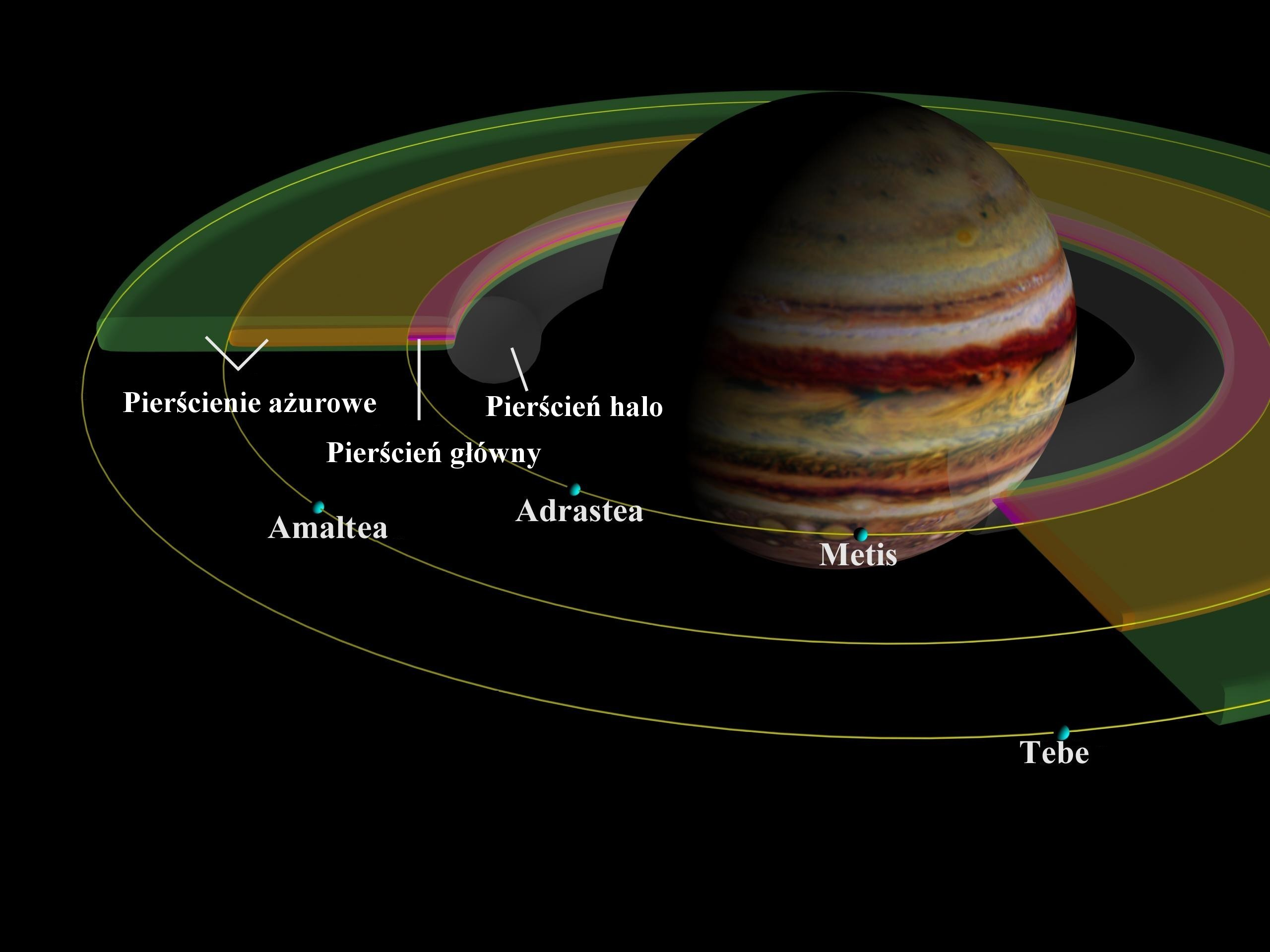
Schemat systemu pierścieni Jowisza wraz z księżycami grupy Amaltei.

Grupa obejmuje cztery księżyce o podobnej, czerwonej barwie powierzchni, zróżnicowane pod względem wielkości. Niska gęstość Amaltei (mniejsza od gęstości wody) może sugerować, że powstała ona dalej od planety niż znajduje się obecnie, lub została przechwycona. Gęstości pozostałych księżyców zostały oszacowane.
Księżyce te krążą w obrębie pierścieni Jowisza i mają wpływ na ich strukturę, w szczególności Adrastea jest księżycem pasterskim pierścienia głównego.
Metis i Adrastea obiegają Jowisza w ok. 7h szybciej, niż planeta obraca się wokół własnej osi.
Satelity z grupy Amaltei mają:
- wielkie półosie orbit w zakresie 128,1–221,9 Mm
- mimośród w zakresie 0,001–0,018
- inklinację w zakresie 0,021–1,070
- od 16 do 168 km średnicy

## Księżyce
Do grupy tej należą (w kolejności od Jowisza):
- Metis
- Adrastea
- Amaltea
- Tebe

## Galeria zdjęć

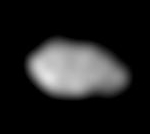
Zdjęcie Metis wykonane za pomocą sondy Galileo.
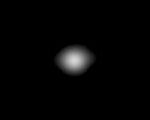
Zdjęcie Adrastei wykonane za pomocą sondy Galileo.
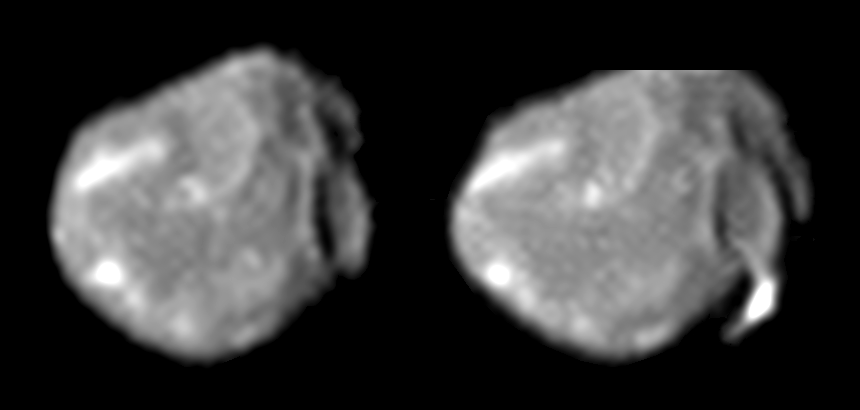
Zdjęcia Amaltei przekazane przez sondę Galileo.
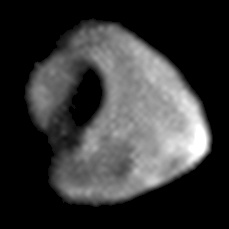
Tebe sfotografowana przez sondę Galileo w 2000 r.